# بنتون سیتی (واشینگتن)
بنتون سیتی (به انگلیسی: Benton City) شهری در شهرستان بنتون، ایالت واشنگتن است که در سرشماری سال ۲۰۱۰ میلادی، ۳۰۳۸ نفر جمعیت داشته است. 